# Las Muelles
Las Muelles är en ort i Mexiko.   Den ligger i kommunen San Miguel del Puerto och delstaten Oaxaca, i den sydöstra delen av landet, 500 km sydost om huvudstaden Mexico City. Las Muelles ligger 399 meter över havet och antalet invånare är 121.
Terrängen runt Las Muelles är huvudsakligen kuperad, men åt nordost är den bergig. Runt Las Muelles är det ganska tätbefolkat, med 54 invånare per kvadratkilometer. Närmaste större samhälle är Crucecita, 15,1 km sydost om Las Muelles. I omgivningarna runt Las Muelles växer huvudsakligen savannskog.